# Zethenia nesiotis
Zethenia nesiotis är en fjärilsart som beskrevs av Eugen Wehrli 1940. Zethenia nesiotis ingår i släktet Zethenia och familjen mätare. Inga underarter finns listade i Catalogue of Life.